# 下天津站

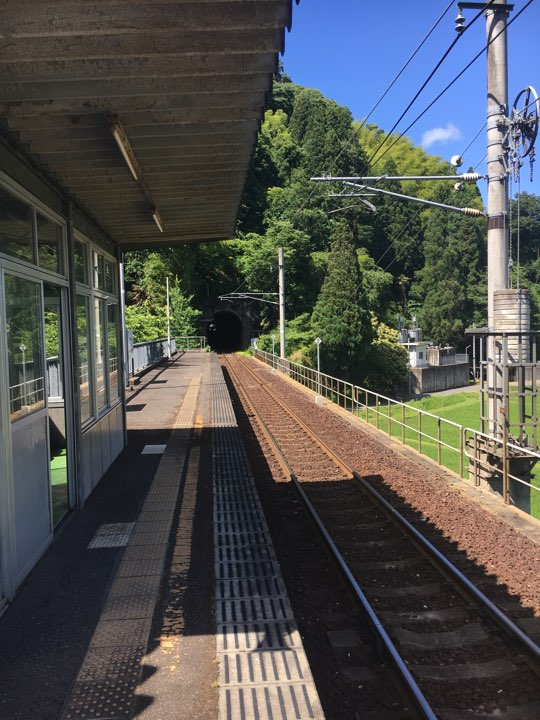
月台（宮津方向）

下天津站（日语：／ Shimoamazu eki */?）是位於京都府福知山市下天津，WILLER TRAINS（京都丹後鐵道）的宮福線車站。車站編號為F5。福知山市鐵道使用增進協議會定此站的愛稱為「花並峠站」，該愛稱取自車站鄰近瘤木村落附近是花並山和花並峠而得名。

## 歷史
- 1988年（昭和63年）7月16日 - 宮福鐵道（現時：北近畿丹後鐵道）宮福線開通，此站啟用[1]。
- 2015年（平成27年）4月1日 - 由WILLER TRAINS接管車站，成為京都丹後鐵道宮福線車站。

## 車站構造
車站是一座高架車站，設有1面1線單式月台，宮津方向的列車會開啟左邊車門。前往福知山方向和宮津方向的列車使用同一月台。由於車站沒有轉轍器和絶對信號機，因此被定義為停留所。在列車離開車站，北方和南方兩方向均會進入隧道。
此站是無人車站，沒有車站大樓和自動售票機。車站出入口設有樓梯連接月台。在月台下設有簡單的單車停泊處和廁所。

## 使用狀況
以下為近年1日平均乘車人次列表：
| 乘車人次變化 | 乘車人次變化    |
| 年度         | 1日平均乘車人次 |
| ------------ | --------------- |
| 1999         | 27              |
| 2000         | 25              |
| 2001         | 22              |
| 2002         | 19              |
| 2003         | 11              |
| 2004         | 8               |
| 2005         | 5               |
| 2006         | 8               |
| 2007         | 5               |
| 2008         | 13              |
| 2009         | 11              |
| 2010         | 8               |
| 2011         | 7               |
| 2012         | 8               |
| 2013         | 4               |
| 2014         | 4               |
| 2015         | 3               |
| 2016         | 3               |
| 2017         | 11              |
| 2018         | 0               |

## 車站周邊
站前設有停車場，可停泊6架車輛。
- 國道175號（日语：國道175号）
- 京都府道529號大呂下天津線（日语：京都府道529号大呂下天津線）

## 巴士路線
在步行數分鐘，於國道175號上設有丹後海陸交通「下天津停留所」巴士站。
- 丹海巴士　與謝線、福知山線
  - 傘松索道下 - 與謝 - 雲原 - 下天津 - 下荒河 - 市民醫院前 - 福知山站前 - 共榮高校（日语：京都共栄学園中学校・高等学校）前

## 相鄰車站
WILLER TRAINS（京都丹後鐵道）
宮福線
- 快速「大江山」4號、5號停車站

牧（F4）－下天津（F5）－公庄（F6）

## 注腳
1. 1 2  曾根悟（監修）. 朝日新聞出版分冊百科編集部（編集） , 编. . 週刊朝日百科. 14号 神戸電鉄・能勢電鉄・北条鉄道・北近畿タンゴ鉄道. 朝日新聞出版. 2011-06-19: 28 （日语）.
2. ↑   (新闻稿). 福知山市. 2015-03-31  [2015-05-04]. （原始内容存档于2015-05-03） （日语）.
3. ↑  京都府統計書（〜2007年、2014年〜）
4. ↑  福知山市統計書（2008〜2013年）

## 外部連結
- 下天津站 （页面存档备份，存于）（日語） - 京都丹後鐵道